# Euphrasia randii
Euphrasia randii là loài thực vật có hoa thuộc họ Cỏ chổi. Loài này được B.L.Rob. mô tả khoa học đầu tiên năm 1901.